# 瓦亨罗特
瓦亨罗特是德国巴伐利亚州的一个市镇。总面积23.17平方公里，总人口2188人，其中男性1136人，女性1052人（2011年12月31日），人口密度94人/平方公里。